# ㅀ
ㅀ (reviderad romanisering: rieulhieut, hangul: 리을히읗) är en av elva konsonantkluster i det koreanska alfabetet. Den består av ㄹ och ㅎ.